# Калонда (Румунія)
Калонда (рум. Calonda) — село у повіті Харгіта в Румунії. Входить до складу комуни Корунд.
Село розташоване на відстані 233 км на північ від Бухареста, 46 км на захід від М'єркуря-Чука, 129 км на схід від Клуж-Напоки, 92 км на північ від Брашова.

## Населення
За даними перепису населення 2002 року у селі проживали 34 особи, усі — угорці. Усі жителі села рідною мовою назвали угорську.